# Trichoblatta beybienkoi
Trichoblatta beybienkoi är en kackerlacksart som beskrevs av Anisyutkin 2003. Trichoblatta beybienkoi ingår i släktet Trichoblatta och familjen jättekackerlackor. Inga underarter finns listade i Catalogue of Life.